# Oberalm
Oberalm é um município da Áustria, situado no distrito de Hallein, no estado de Salzburgo. Tem 6,39 km² de área e sua população em 2019 foi estimada em 4.365 habitantes.